# Синтон, Энди
Эндрю «Энди» Синтон (англ. Andy Sinton; 19 марта 1966, Крамлингтон, Англия) — английский футболист, выступавший на позиции полузащитника; футбольный тренер.

## Клубная карьера
Свои первые шаги в футболе Синтон сделал ещё в школе, выступая за сборную Англии до 15 лет. По окончании школы игрока подписал «Кембридж Юнайтед». Дебютировал за клуб 2 ноября 1982 года в игре против «Вулверхэмптон Уондерерс» в возрасте 16 лет и 228 дней, став самым молодым футболистом в истории чемпионата. После этого рекорд Энди удалось побить Джону Радди.
В 1985 году игрока за 25 тысяч фунтов подписал «Брентфорд». Проведя за четыре года в клубе 149 матчей и забив 28 мячей, перешёл уже за 350 тысяч фунтов в «Куинз Парк Рейнджерс», тренируемый Тревором Фрёнсисом. 28 декабря 1992 года оформил хет-трик в матче против «Эвертона», завершившемся со счётом 4:2. Летом 1993 года «Шеффилд Уэнсдей» заплатил КПР за игрока 2,75 миллиона фунтов, тем самым сделав его трансфер самым дорогим в истории клуба. Два с половиной года провёл в составе клуба, после чего в начале 1996 года вернулся в Лондон, где заключил контракт с «Тоттенхэм Хотспур». На 89 минуте матча финала Кубка Футбольной лиги 1999 года против «Лестер Сити» вышел на замену вместо Давида Жинолы. «Шпоры» одержали победу со счётом 1:0 и выиграли кубок.
После «Тоттенхэма» Энди с 1999 по 2004 года выступал за «Вулверхэмптон Уондерерс», «Бёртон Альбион», «Бромсгроув Роверс» и «Флит Таун». В 2007 году завершил карьеру игрока.

## Карьера в сборной
В ноябре 1991 года состоялся дебют Синтона за сборную Англии. Матч со сборной Польши, ставший первым для футболиста, завершился ничьей со счётом 1:1. Принимал участие в двух матчах группового этапа чемпионата Европы 1992 года (против Франции и Швеции). Последний матч за сборную провёл в рамках заключительного матча отборочного раунда чемпионата мира 1994 года против сборной Мальты, завершившегося разгромной победой со счётом 7:1. Также Энди провёл 3 матча за вторую сборную Англии.

## Тренерская карьера
Летом 2005 года Синтон стал тренером клуба Истмийской лиги «Флит Таун», проведя предыдущий сезон в качестве сотрудника по развитию клуба. 26 мая 2010 года стало известно, что новым клубом Энди стал «Телфорд Юнайтед» из Северной Национальной лиги. В своём первом сезоне команда стала серебряным призёром чемпионата, благодаря чему попала в плей-офф, после чего выиграла его и вышла в Национальную лигу. В следующем сезоне клуб за два тура до окончания первенства обеспечил себе сохранение прописки в лиге на следующий сезон. 31 января 2013 года было объявлено, что Синтон покинул «Телфорд Юнайтед» по обоюдному согласию сторон худшей в истории клуба серии из 16 матчей без побед.

## Достижения

### Командные

#### В качестве игрока
«Тоттенхэм Хотспур»
- Победитель Кубка Лиги: 1998/99[6]

#### В качестве тренера
«Телфорд Юнайтед»
- Победитель плей-офф Северной Конференции: 2010/11

### Личные
- Игрок года «Брентфорда» (2): 1986/87, 1987/88[14]